# Srpski Babuš
Babush i Serbëve en albanais et Srpski Babuš en serbe latin (en serbe cyrillique : Српски Бабуш) est une localité du Kosovo située dans la commune/municipalité de Ferizaj/Uroševac, district de Ferizaj/Uroševac (Kosovo) ou district de Kosovo (Serbie). Selon le recensement kosovar de 2011, elle compte 235 habitants.

## Démographie

### Évolution historique de la population dans la localité
| 1948 | 1953 | 1961 | 1971 | 1981 | 1991 | 2011 |
| ---- | ---- | ---- | ---- | ---- | ---- | ---- |
| 289  | 333  | 395  | 369  | 341  | 401  | 235  |

|  |

### Répartition de la population par nationalités (2011)
En 2011, les Albanais représentaient 99,57 % de la population.